# Tunderåsens naturreservat
Tunderåsen är ett naturreservat i Ovanåkers kommun i Gävleborgs län.
Området är naturskyddat sedan 2001 och är 31 hektar stort. Reservatet består av naturskogsartad granskog. 